# マリー・ド・フランス (1145-1198)
マリー・ド・フランス（Marie de France, 1145年 - 1198年3月11日）は、フランス王女。シャンパーニュ伯アンリ1世妃。フランス王ルイ7世と最初の王妃アリエノール・ダキテーヌの長女で同母妹にアリックス、異母妹にマルグリット、アデル、アニェス、異母弟にフィリップ2世がいる。
また母は父と離婚した後にアンジュー伯アンリ（後のイングランド王ヘンリー2世）と再婚したため、再婚後の母が生んだウィリアム、若ヘンリー王、マティルダ、リチャード1世、ジェフリー、エレノア、ジョーン、ジョンたちはマリーの異父弟妹にあたる。

## 生涯
1144年、出産を願った母がクレルヴォーのベルナルドゥスに祈願して妊娠、翌1145年に生まれたのがマリーだった。しかし7年後の1152年に両親の婚姻無効が成立すると、マリーと妹アリックスの親権は父の物となった。
1160年、父はアデル・ド・シャンパーニュと3度目の結婚を執り行い、マリーとアリックスをアデルの兄たち（シャンパーニュ伯アンリ1世、ブロワ伯ティボー5世）とそれぞれ婚約させた。婚約後、アデルはシャンパーニュにあるアヴネの修道院で教育を受けるため送られた。
婚約から4年後の1164年、マリー・アリックスとアンリ1世・ティボー5世の二重結婚が行われた。
1179年から1181年までアンリ1世が聖地巡礼に出ると、マリーは伯領の摂政としてとどまった。夫が不在の間に父が亡くなり、異母弟フィリップ2世が即位した。彼は実母アデルの寡婦領地を没収し、かつてマリーの長男と婚約していたことのあるイザベル・ド・エノーと結婚した。この行いが、フィリップ2世に対し陰謀をめぐらし、不満を持つ貴族の集まり（前王妃アデルやランス大司教も加わっていた）にマリーが加わるよう促されることとなった。
最終的にはマリーと弟との関係は改善されたが、夫は聖地から帰国してまもなく死去した。4人の幼い子供をもつ寡婦として、マリーはフランドル伯フィリップ1世との結婚を考えるが、婚約は原因不明のまま破棄されている。
1181年にアンリ1世が亡くなってから、長男アンリ2世が成人に達した1187年まで、マリーはジョフロワ・ド・ヴィルアルドゥアンを側近に取り立て摂政を務めた。しかしアンリ2世も聖地へ向かったため、1190年より再び摂政となり、1197年にアンリ2世が亡くなるまでその地位にあった。マリーはモー近郊のフォンテーヌ・レ・ノーヌ女子修道院に引退し、1198年に亡くなった。
文学のパトロンでもあり、マリーのトロワにおける宮廷で活躍した宮廷付き司祭アンドレアス・カペラヌスや、クレティアン・ド・トロワ、コノン・ド・ベテュヌ、ガス・ブリュレがこれに含まれる。クレティアンに依頼して『ランスロまたは荷車の騎士』を書かせ、彼から献辞を送られたが、マリーが持ち込んだ宮廷風恋愛の主題がクレティアンには気に入らなかったらしく、作品は未完の状態で続きを書かずに放置した（ゴドフロワ・ド・ラニーが続きを書いて完成させた）。やはり未完に終わった『ペルスヴァルまたは聖杯の物語』にフランドル伯フィリップ1世に言及する文があり、作品をフィリップ1世に捧げていることからクレティアンはシャンパーニュを去り、フランドルへ移住して書いたと推測されている。一方カペラヌスに書かせた『恋愛論』（正しき恋愛技法論ともも、オウィディウスの『恋の技法』を引用しつつも内容を変化して書いた）を参考にして『愛の宮廷』を開き、男女間の恋愛を疑似裁判に持ち込み、貴婦人が判決を下す変わった催しを行った。粗野な若い騎士たちの教育を目的にしていた愛の宮廷自体は単なる空想の遊びに過ぎなかったが、疑似裁判を通じて男性が女性に愛を捧げる騎士道精神を宮廷恋愛の理想とした『恋愛論』の思想はヨーロッパ宮廷に広まり、騎士の愛する貴婦人への服従は主従関係に擬せられ、貴族階級の流行となっていった。
マリーはフランス語とラテン語を読み書きでき、自身の図書室を持っていた。また2人の異父弟リチャード1世とジェフリーとの間には深い愛情が存在し、1186年に馬上槍試合で事故死したジェフリーの葬式に出席、リチャード1世からは第3回十字軍からの帰途で監禁されたオーストリアでの虜囚を嘆く有名な彼の詩"J'a nuns hons pris"を捧げられている。

## 子女
アンリ1世との間に4子をもうけた。
- アンリ2世（1166年 - 1197年） - シャンパーニュ伯、エルサレム王
- マリー（1204年没） - フランドル伯ボードゥアン（ラテン帝国皇帝ボードゥアン1世）皇后
- ティボー3世（1179年 - 1201年） - シャンパーニュ伯
- スコラスティク（1219年没） - マコン伯ジェラール2世の妻